# Кортина-сулла-Страда-дель-Вино

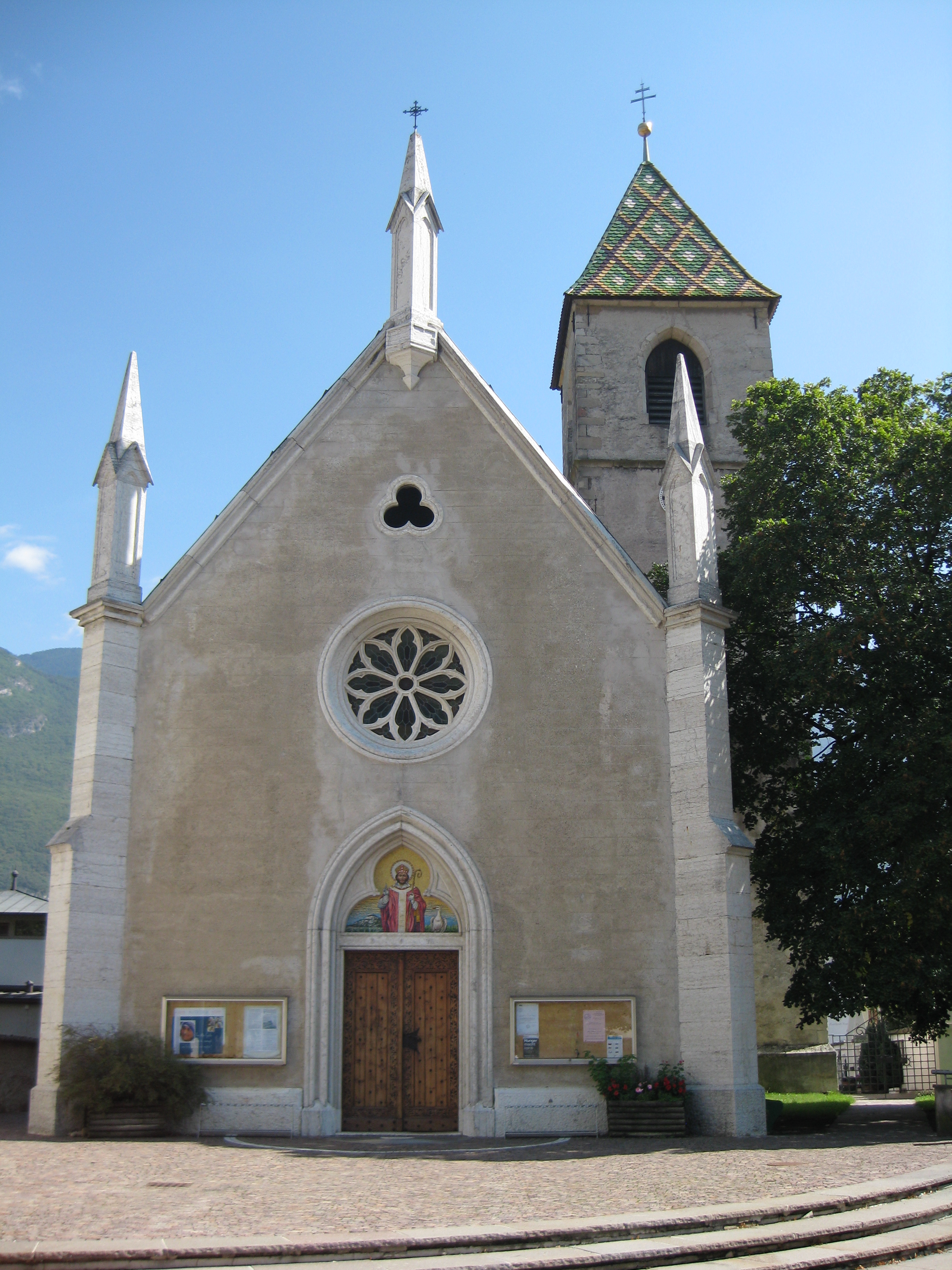
Храм святителя Мартина

Кортина-сулла-Страда-дель-Вино (итал. Cortina sulla Strada del Vino) — коммуна в Италии, располагается в регионе Трентино — Альто-Адидже, в провинции Больцано.
Население составляет 595 человек (2008 г.), плотность населения составляет 298 чел./км². Занимает площадь 2 км². Почтовый индекс — 39040. Телефонный код — 0471.
Покровителем коммуны почитается святитель Мартин Турский, празднование 11 ноября.

## Демография
Динамика населения:

## Администрация коммуны
- Официальный сайт: http://www.comune.cortina.bz.it/